# Breu Branco
Breu Branco est une municipalité brésilienne située dans l'État du Pará.